# 黑色蝇虎
黑色蝇虎（学名：Plexippus paykulli）为跳蛛科蝇虎属的动物。分布于世界各地，常见于住屋窗棂上、农田。